# 賴謝埃布拉赫河

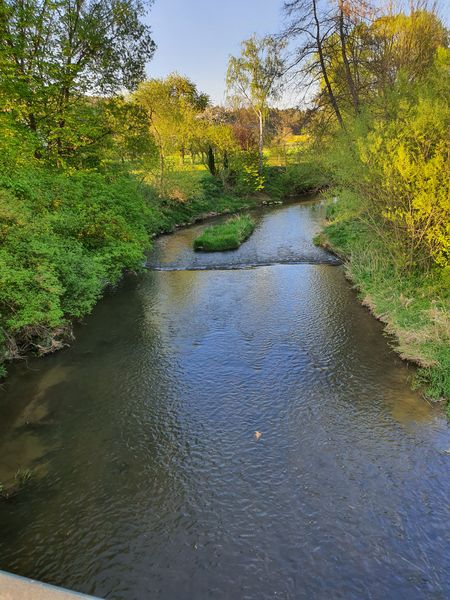

49°48′45″N 10°58′11″E / 49.81250°N 10.96972°E
賴謝埃布拉赫河（德語：Reiche Ebrach），是德國的河流，位於該國東南部，由巴伐利亞負責管轄，屬於雷格尼茨河的左支流，河道全長56公里，流域面積297平方公里。